# Tronc jugulaire
Le tronc jugulaire est un vaisseau lymphatique situé dans le cou. Il est formé des vaisseaux qui émergent des nœuds lymphatiques cervicaux latéraux profonds supérieurs et inférieurs.
Du côté droit, ce tronc se termine par la jonction avec les veines jugulaire interne et sous-clavière. Du côté gauche, il rejoint le conduit thoracique.